# Estação Hospital de Fuenlabrada

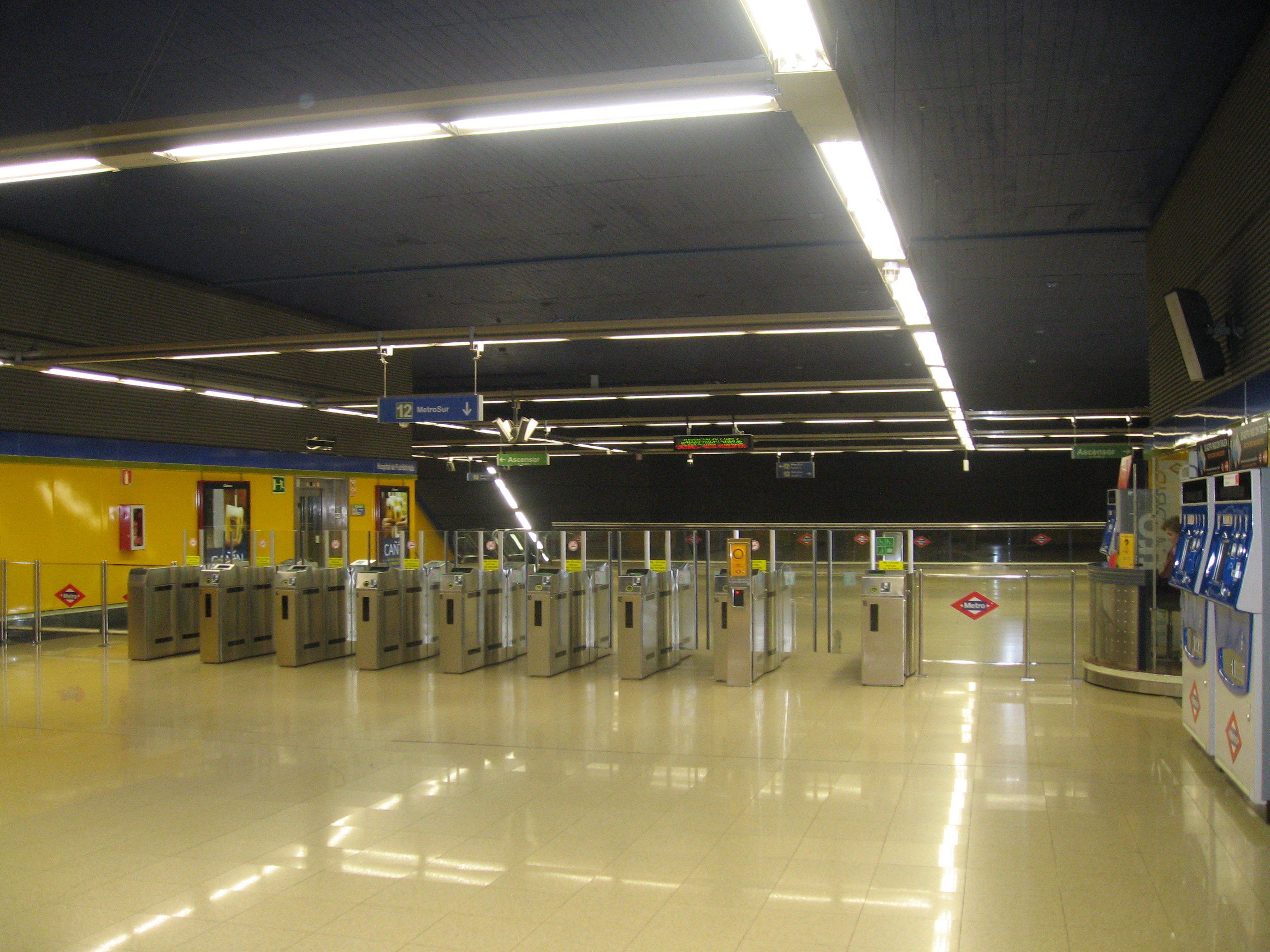
Estação Hospital de Fuenlabrada

Hospital de Fuenlabrada é uma estação da Linha 12 do Metro de Madrid . A estação atende o Hospital universitário de mesmo nome.